# Хатюшин, Валерий Васильевич
Вале́рий Васи́льевич Хатю́шин (род. 13 ноября 1948, Ногинск) — русский поэт, прозаик, литературный критик, переводчик, публицист. Лауреат Литературной премии им. Сергея Есенина (2001), а также Международных литературных премий им. М. А. Шолохова (2007) и А. П. Платонова (2007).
Главный редактор журнала «Молодая гвардия».

## Биография
Родился 13 ноября 1948 года в Ногинске Московской области. Служил в ракетных войсках, в Сибири. Работал на строительстве газопровода «Север — Центр», строил КамАЗ. Первая книга стихотворений «Быть человеком на Земле» вышла в 1982 году. С 1986 года член Союза писателей СССР и России. Окончил Высшие литературные курсы литературного института им. А.М. Горького. С 1990 года работает в редакции журнала «Молодая гвардия», в настоящее время — главный редактор журнала. Живёт в Москве.
Хатюшин — автор более тридцати книг и множества острых статей, опубликованных в периодике как в России, так и за рубежом.
В 2001 году вышел в свет роман «Поле битвы», впоследствии удостоенный премии им. В. Д. Цыбина.
В 2002 году издана книга «Критика», в которую вошли литературно-критические статьи, написанные в течение двух последних десятилетий. В 2004 г. данная книга, вышедшая вторым дополненным изданием под названием «Во имя Истины», была удостоена литературной премии им. А. В. Дружинина.
В 2003 г. увидела свет большая книга Хатюшина «Собрание стихотворений», содержащая стихи, поэмы, лирические циклы и переводы, созданные автором за сорок лет поэтической работы.
В 2008 году вышли в свет книги — «Иною дорогой» (стихотворения) и «Не изменяй себе» (проза и публицистика).

## Общественная позиция
Скандальную известность Хатюшин приобрёл после публикации в газете «Московский Литератор» стихотворения о событиях 11 сентября 2001 года, которое с негодованием было оценено рядом критиков:

С каким животным, иудейским страхом

С экранов тараторили они.

Америка, поставленная раком,

Единственная радость в наши дни.

И не хочу жалеть я этих янки,

В них нет к другим сочувствиям ни в ком.

И сам готов я, даже не по пьянке,

Направить самолёт на Белый дом
20 января 2012 года согласно выводам Республиканской лаборатории судебной экспертизы Минюста России ряд стихотворений в сборнике «Запрещенные стихи», в том числе стихотворение «Кровь детей» Валерия Хатюшина, «содержат негативные оценки в адрес национальной и социальной групп, направлены на возбуждение ненависти, вражды, на унижение достоинства человека по признакам национальности, происхождения и отношения к религии». В феврале 2012 года суд признал сборник «экстремистским материалом».
В 2022 году подписал письмо в поддержку российского военного вторжения на Украину.

## Сочинения
- Быть человеком на Земле. Стихи. — М., 1982.
- Деревья собираются в дорогу. Стихи. — М., 1987.
- Вечерний свет. Стихотворения и поэма. — М., 1989.
- Год Полыни. Стихи. — М., 1990.
- Кровная связь. Статьи. — М., 1990.
- Посмотрим истине в глаза, или Что спасет Россию. Статьи. — М.,1990.
- Русская кровь. Стихи. — М., 1992, второе издание — 1995.
- Урок на века. Статьи. — М., 1992.
- Проблеск во тьме. Рассказы. — М., 1992.
- Горькие плоды. Критика. — М., 1992.
- Пароль президентской власти. Статьи. — М., 1994.
- Перед выбором жизни и смерти. Статьи. — М., 1995.
- Под колесом истории. Статьи. — М., 1996.
- Русским нужен вождь. Статьи. — М., 1997.
- Пришла пора. Стихи. — М., 1997.
- Когда у власти враги. Статьи. — М., 1998.
- Избранные стихотворения. — М., 1998.
- Зеркало еврейской демократии. Статьи. — М., 1999.
- Черные годы. История нашей борьбы. Публицистика. — М.: Голос, 2000. — 592 с.
- Разлука. Стихи. — М., 2000.
- Поле битвы. Роман. — М., 2001.
- Критика. Статьи. — М.: Голос, 2002. — 400 с.
- Зеленые розы. Пьеса. — М., 2003.
- Прицел. Стихи. — М., 2003.
- Собрание стихотворений. — М.: Российский писатель, 2003. — 592 с.
- И третий Ангел вострубил. Стихи. — М., 2004.
- Во имя Истины. Статьи. — М.: Голос-Пресс, 2004. — 528 с.
- Прицел — 2. Стихи. — М., 2005.
- Если поймем — спасемся. Исследование корней трагедии человечества. — М., 2005.
- Время бесов. (Вехи окаянных лет). Публицистика. — М., 2005.
- Русская кровь. Гражданская лирика за 20 лет. Стихи. — М., 2007.
- Иною дорогой. Стихотворения. — М., 2008.
- Не изменяй себе. Проза, публицистика. — М.: Советский писатель, 2008.
  -  — 2-е изд, доп. — М.: Советский писатель, 2009. — 672 с.

## Награды и признание
- литературная премия им. Сергея Есенина (2001).
- Международная литературная премия им. М. А. Шолохова (2007).